# Найбор, Фрэнк
Фрэнк Найбор (англ. Frank Nighbor; 26 января 1893, Пемброк (Онтарио) — 13 апреля 1966, Пемброк) — канадский профессиональный хоккеист и хоккейный тренер. Пятикратный обладатель Кубка Стэнли в составе клубов «Ванкувер Миллионерз» и «Оттава Сенаторз», первый лауреат Харт Мемориал Трофи (1924) и Леди Бинг Трофи (1925, 1926). Член Зала хоккейной славы с 1947 года.

## Биография
В свой первый взрослый хоккейный клуб в Порт-Артуре (Онтарио) юный Фрэнк Найбор пришёл благодаря своему другу Гарри Камерону, который отказался играть там без него. Вначале Фрэнк проводил время на скамейке запасных, но серия травм среди игроков команды заставила тренера поставить его в состав. В свой первый же матч в основе клуба Найбор забросил шесть шайб и с тех пор закрепил за собой место в составе.
В 19 лет Найбор подписал контракт с одной из команд НХА — «Торонто Блюшёртс» — и в 25 играх за новый клуб забросил 25 шайб, в том числе шесть за один матч с «Монреаль Уондерерз» в феврале 1913 года. После этого Найбор на два года перебрался на Тихоокеанское побережье, где выступал за «Ванкувер Миллионерз». В составе «миллионеров» он забросил 33 гола за 28 игр и сыграл важную роль в выигрыше Кубка Стэнли в 1915 году, в трёх матчах пять раз поразив ворота соперников с Востока — «Оттава Сенаторз». В годы выступления за «Ванкувер» Найбор усовершенствовал технику силового отбора шайбы, в дальнейшем ставшую его фирменным приёмом в обороне.
Болезнь матери в 1915 году заставила Фрэнка вернуться в Онтарио. Там он присоединился к «Оттава Сенаторз», с которыми не расставался затем полтора десятка лет. В сезоне НХА 1916/17 годов он до последнего тура вёл борьбу за звание лучшего бомбардира лиги с Джо Мэлоуном из «Квебек Булдогз», закончившуюся вничью — оба игрока забили по 41 шайбе за 19 матчей, что было рекордом лиги.
В 1917 году Национальная хоккейная ассоциация была преобразована в Национальную хоккейную лигу (НХЛ). В первые годы существования новой лиги Найбор был в числе тех, кто регулярно приводил Оттаву к победам в лиге. В сезонах 1919-20, 1920-21 и 1922-23 Сенаторы при его участии становились не только чемпионами НХЛ, но и обладателями Кубка Стэнли, побеждая соперников с Западного побережья и из Альберты. В 1920 году его игра в атаке (шесть шайб в пяти играх) принесла «Оттаве» успех в финале Кубка Стэнли против соперников из Сиэтла, а год спустя в решающем матче против «Ванкувера» центральной оказалась уже его мастерская защита. Плей-офф 1923 года проходил в Ванкувере, где Оттаве сначала пришлось выдержать серию из пяти матчей против хозяев — победителей ХАТП (Найбор забросил победную шайбу в четвёртой игре, сравняв счёт в серии, а в пятом матче столичные игроки разгромили соперников со счётом 5:1). В финале Оттаве противостояли «Эдмонтон Эскимос» — чемпионы ХЛЗК, в победе над которыми центральную роль сыграли Найбор и его партнёр по звену Панч Бродбент.
Хотя в следующие три сезона Оттаве не удавалось завоевать главный профессиональный хоккейный трофей, именно в эти годы личная карьера Найбора достигла высшей отметки. В 1924 году он стал первым обладателем только что учреждённого Харт Трофи, присуждаемого самому ценному игроку лиги. На следующий год он получил от леди Бинг, жены генерал-губернатора Джулиана Бинга и страстной болельщицы, приглашение посетить Ридо-холл. Там ему был вручён новый приз, присуждаемый игроку, продемонстрировавшему образец спортивного джентльменского поведения. Приз, впоследствии известный как Леди Бинг Трофи, достался Найбору вторично и год спустя.
В сезоне НХЛ в сезоне 1926/1927 Найбор завоевал свой четвёртый Кубок Стэнли в составе «Оттавы» (пятый в общей сложности). Он выступал за «Оттаву» до 1929 года. В сезоне 1929/30 он перешёл в Торонто «Сент-Патрикс», где и завершил игровую карьеру.
На протяжении игровой карьеры Фрэнк Найбор демонстрировал непревзойдённую игру во всех её компонентах. Он был не только одним из лучших бомбардиров НХА и НХЛ и лучшим игроком в обороне среди нападающих (соперникам пришлось перестраивать стиль игры, приспосабливаясь к его манере отбора шайбы), но и бескорыстным партнёром: к моменту его ухода на пенсию он был рекордсменом НХЛ по числу результативных передач. За 18 регулярных сезонов в клубах четырёх ведущих профессиональных лиг он забросил 255 шайб.
В 1930-е годы Найбор тренировал ряд хоккейных клубов — «Баффало Байзонс» и «Лондон Текамсес» в Международной американской хоккейной лиге, а также «Нью-Йорк Роверс» в Восточной любительской хоккейной лиге. Позже он перешёл в страховой бизнес, которым занимался до 1961 года. В признание заслуг его имя было в 1947 году занесено в списки Зала хоккейной славы НХЛ, а позже в списки Зала спортивной славы Оттавы (1966) и Канадского зала спортивной славы (1975). Фрэнк Найбор умер в Пемброке от рака в 1966 году. В его честь названа улица в Оттаве рядом со «Скоушабэнк Плэйс» — домашним стадионом «Оттава Сенаторз».

## Статистика выступлений
| 1910–11        | Пемброк Дебейтерз    | ОХЛОВ          | 6   | 6   | 4  | 10  | 3   | 2 | 6 | 2 | 8  | 0  |
| 1911–12        | Порт-Артур Лейк Сити | НХЛО           | 4   | 0   | 0  | 0   | 9   | - | - | - | -  | -  |
| 1912–13        | Торонто Блюшёртс     | НХА            | 19  | 25  | 0  | 25  | 9   | - | - | - | -  |    |
| 1913–14        | Ванкувер Миллионерз  | ХАТП           | 11  | 10  | 5  | 15  | 6   | - | - | - | -  | -  |
| 1914–15        | Ванкувер Миллионерз  | ХАТП           | 17  | 23  | 7  | 30  | 12  | - | - | - | -  | -  |
|                |                      | Кубок Стэнли   | -   | -   | -  | -   | -   | 3 | 4 | 6 | 10 | 6  |
| 1915–16        | Оттава Сенаторз      | НХА            | 23  | 19  | 5  | 24  | 26  | - | - | - | -  | -  |
| 1916–17        | Оттава Сенаторз      | НХА            | 19  | 41  | 10 | 51  | 24  | 2 | 1 | 1 | 2  | 6  |
| 1917–18        | Оттава Сенаторз      | НХЛ            | 9   | 11  | 0  | 11  | 3   | - | - | - | -  | -  |
| 1918–19        | Оттава Сенаторз      | НХЛ            | 18  | 18  | 4  | 22  | 27  | 2 | 0 | 2 | 2  | 3  |
| 1919–20        | Оттава Сенаторз      | НХЛ            | 23  | 26  | 7  | 33  | 18  | - | - | - | -  | -  |
|                |                      | Кубок Стэнли   | -   | -   | -  | -   | -   | 5 | 6 | 1 | 7  | 2  |
| 1920–21        | Оттава Сенаторз      | НХЛ            | 24  | 18  | 3  | 21  | 10  | 2 | 1 | 3 | 4  | 4  |
|                |                      | Кубок Стэнли   | -   | -   | -  | -   | -   | 5 | 0 | 1 | 1  | 0  |
| 1921–22        | Оттава Сенаторз      | НХЛ            | 20  | 8   | 8  | 16  | 2   | 2 | 2 | 1 | 3  | 4  |
| 1922–23        | Оттава Сенаторз      | НХЛ            | 22  | 11  | 5  | 16  | 16  | 2 | 0 | 1 | 1  | 0  |
|                |                      | Кубок Стэнли   | -   | -   | -  | -   | -   | 6 | 1 | 1 | 2  | 10 |
| 1923–24        | Оттава Сенаторз      | НХЛ            | 20  | 10  | 3  | 13  | 14  | 2 | 0 | 1 | 1  | 0  |
| 1924–25        | Оттава Сенаторз      | НХЛ            | 26  | 5   | 2  | 7   | 18  | - | - | - | -  | -  |
| 1925–26        | Оттава Сенаторз      | НХЛ            | 35  | 12  | 13 | 25  | 40  | 2 | 0 | 0 | 0  | 0  |
| 1926–27        | Оттава Сенаторз      | НХЛ            | 38  | 6   | 6  | 12  | 26  | 6 | 1 | 1 | 2  | 0  |
| 1927–28        | Оттава Сенаторз      | НХЛ            | 42  | 8   | 5  | 13  | 46  | 2 | 0 | 0 | 0  | 2  |
| 1928–29        | Оттава Сенаторз      | НХЛ            | 30  | 1   | 4  | 5   | 22  | - | - | - | -  | -  |
| 1929–30        | Оттава Сенаторз      | НХЛ            | 19  | 0   | 0  | 0   | 0   | - | - | - | -  | -  |
| 1929–30        | Торонто Сент-Патрикс | НХЛ            | 22  | 2   | 0  | 2   | 0   | - | - | - | -  | -  |
| НХЛ за карьеру | НХЛ за карьеру       | НХЛ за карьеру | 348 | 136 | 60 | 196 | 242 | - | - | - | -  | -  |